# قنطورس ای
قنطورس ای(به انگلیسی: Centaurus A) یا ان‌جی‌سی ۵۱۲۸(به انگلیسی: NGC 5128) یک کهکشان در صورت فلکی قنطورس است که میان خواص این کهکشان اختلاف‌های زیادی وجود دارد حتی در مورد نوع که معلوم نیست یک کهکشان عدسی است یا یک کهکشان غول‌پیکر بیضوی یا فاصله آن که بین ۱۰ تا ۱۶ میلیون سال نوری تخمین زده می‌شود. این کهکشان همچنین یکی از نزدیک‌ترین منابع امواج رادیویی به زمین است و به همین دلیل هسته کهکشانی فعال آن به گستردگی مورد بررسی قرار گرفته‌است. همچنین پنجمین کهکشان درخشان در آسمان است، که آن را یک هدف ایده‌آل برای اخترشناسان آماتور می‌سازد اگرچه این کهکشان فقط در عرض‌های شمالی پایین و نیم‌کره جنوبی قابل مشاهده است.
هسته آن تصور می‌شود یک سیاه‌چاله ابرپرجرم باشد که تابش‌هایی در محدود پرتو ایکس و امواج رادیویی دارد. این کهکشان یک برافشانه فضایی بسیار قوی دارد که جداگانه یک دهه مورد مطالعه قرار گرفت و اثبات شده‌است که سرعت اجرام در آن حدود نصف سرعت نور است و طول این برافشانه یک میلیون سال نوری است.

## نگارخانه

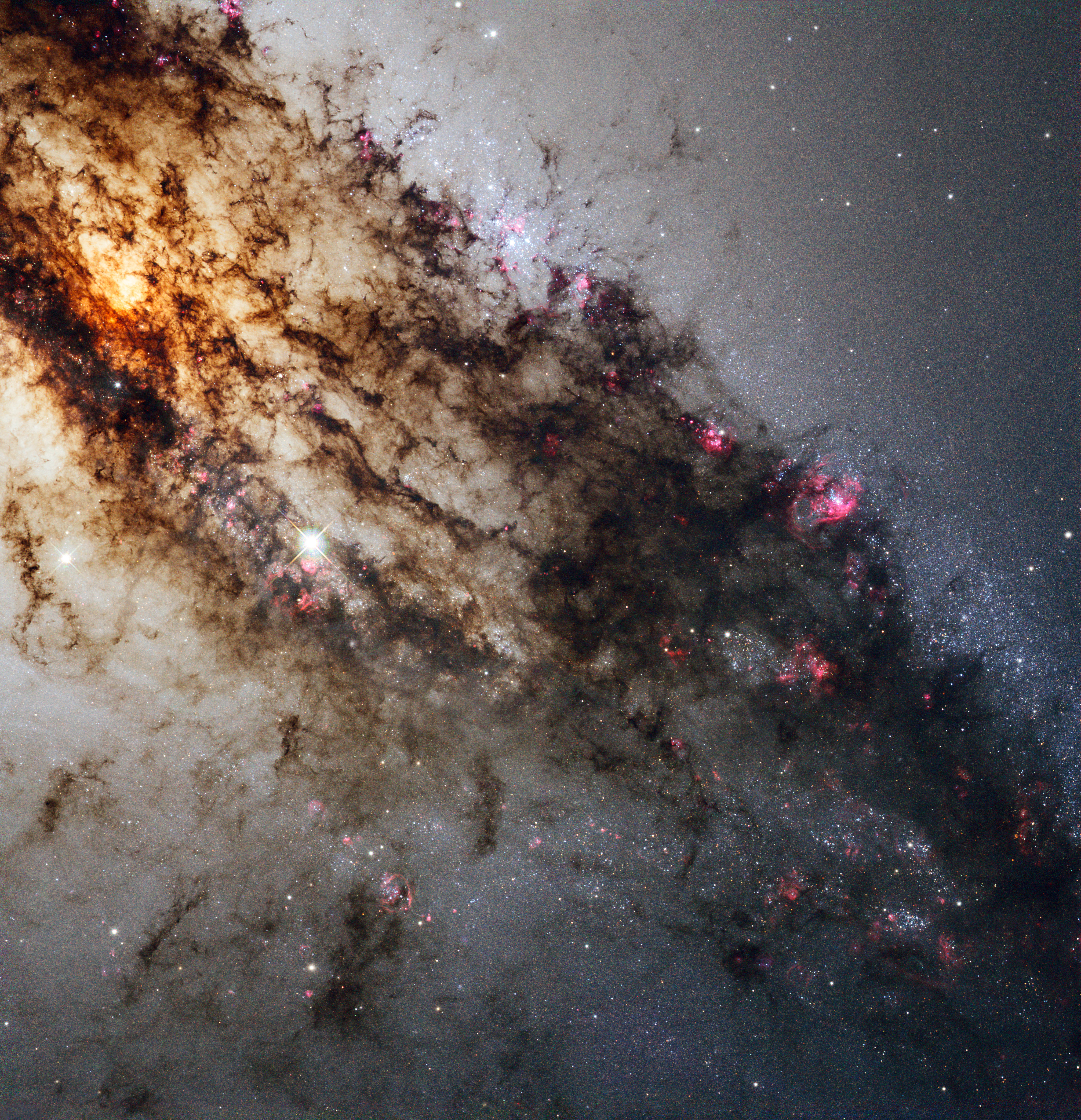
ترکیب با نور فرابنفش
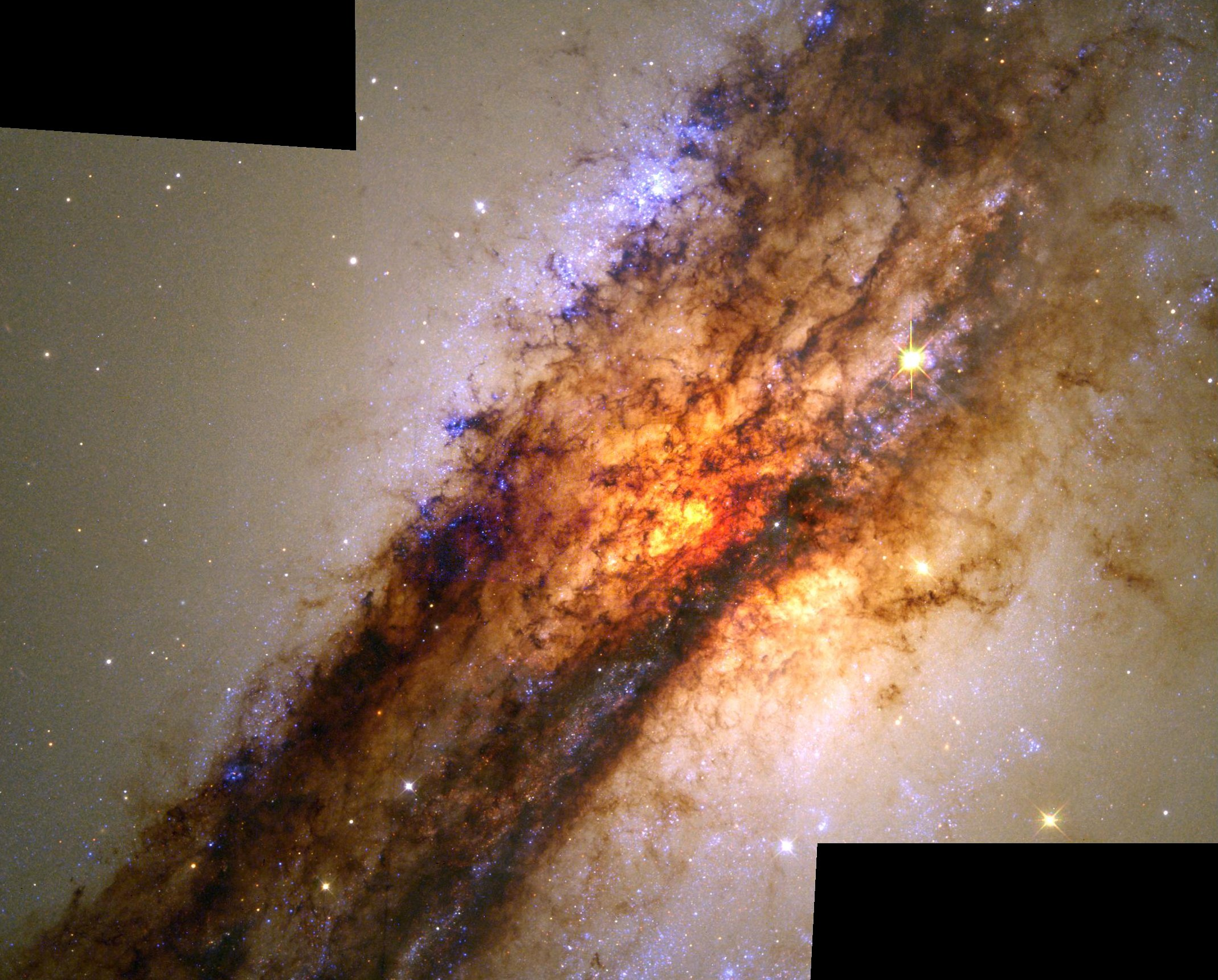
یک تصویر از تلسکوپ فضایی هابل که بیانگر غبار آن می‌باشد. سازنده: HST/NASA/ESA.
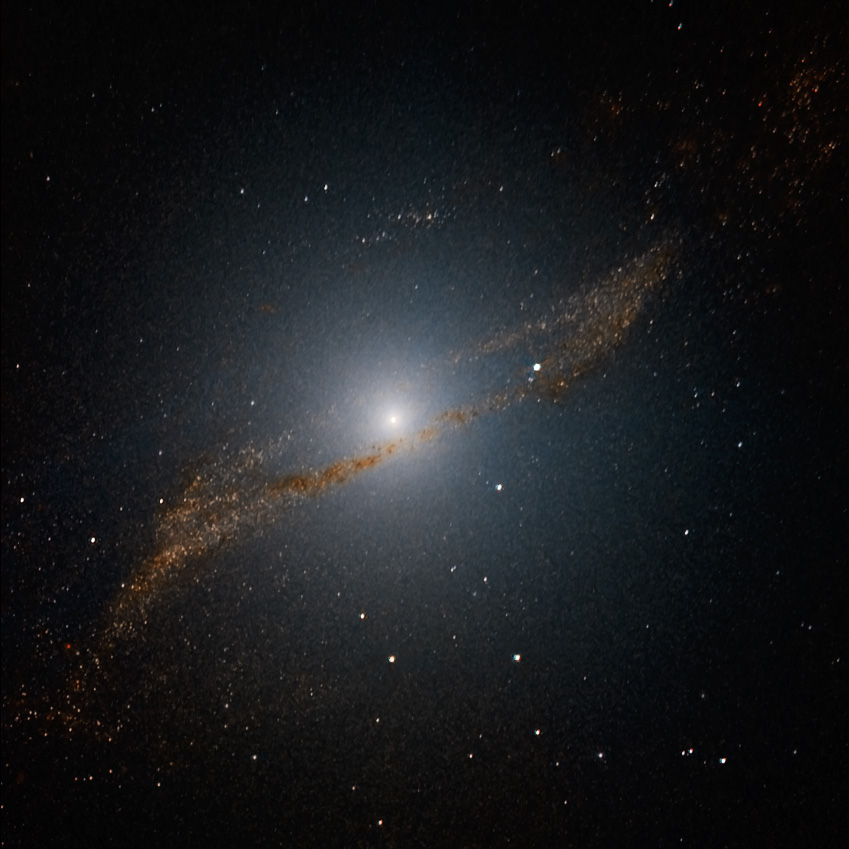
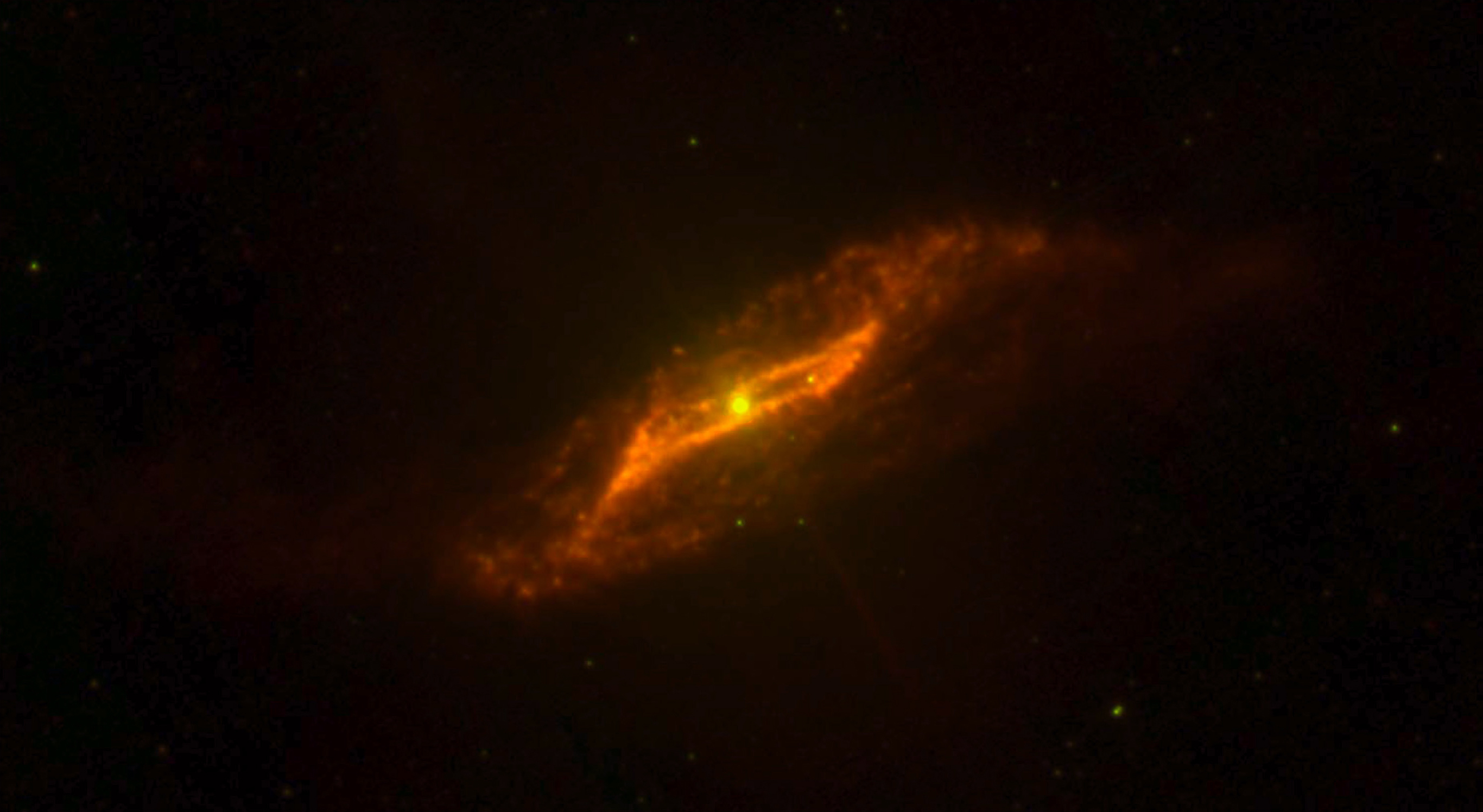
یک دیسک داخلی مارپیچی و شاید بسته در نور ۲۴ میکرومتر(مادون قرمز)گرفته شده توسط تلسکوپ فضایی اسپتزر
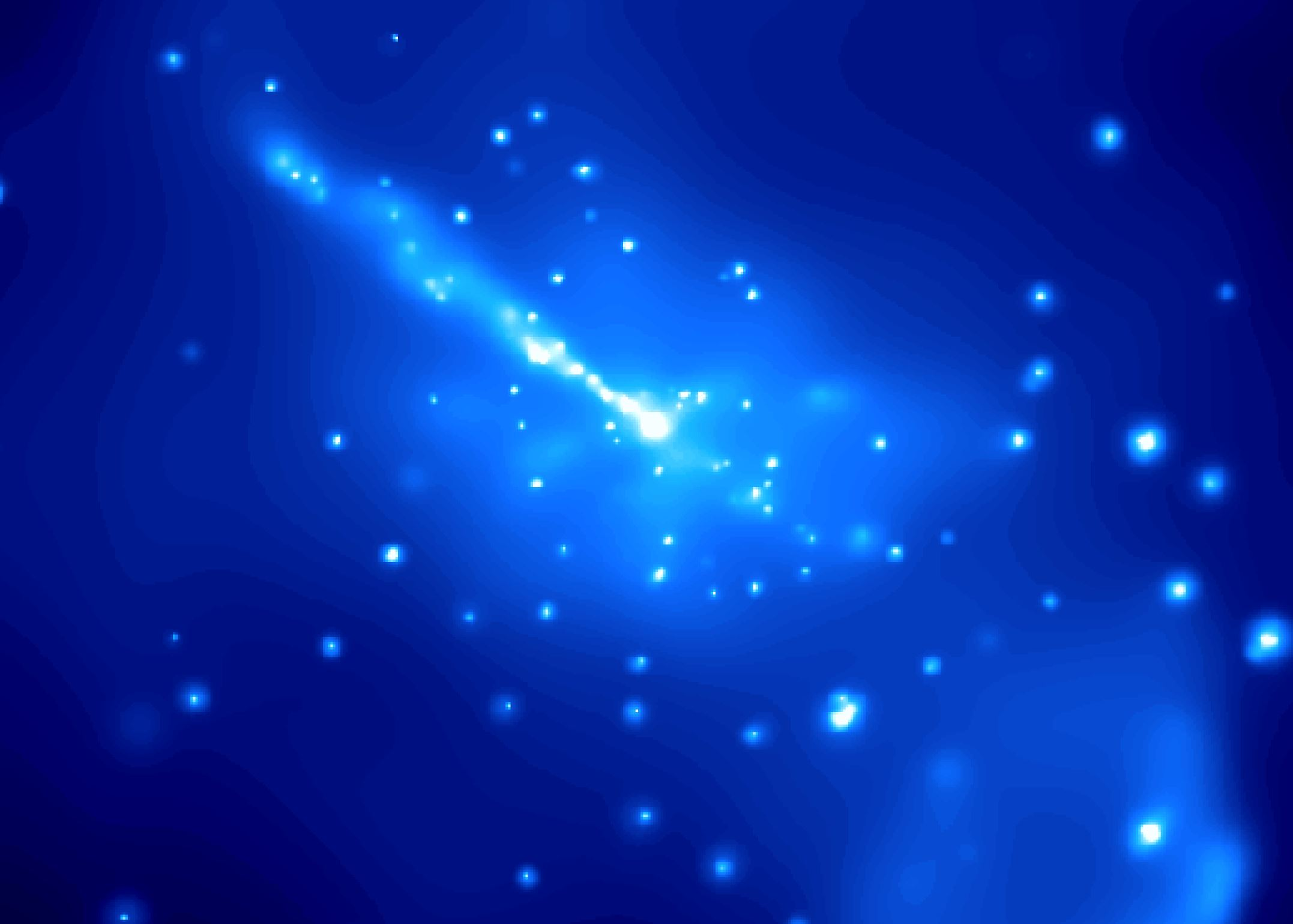
تلسکوپ فضایی چاندارا از برافشانه فضایی که از سیاه‌چاله مرکزی بیرون آمده‌است در محدوده پرتو ایکس تصویربرداری کرده‌است.
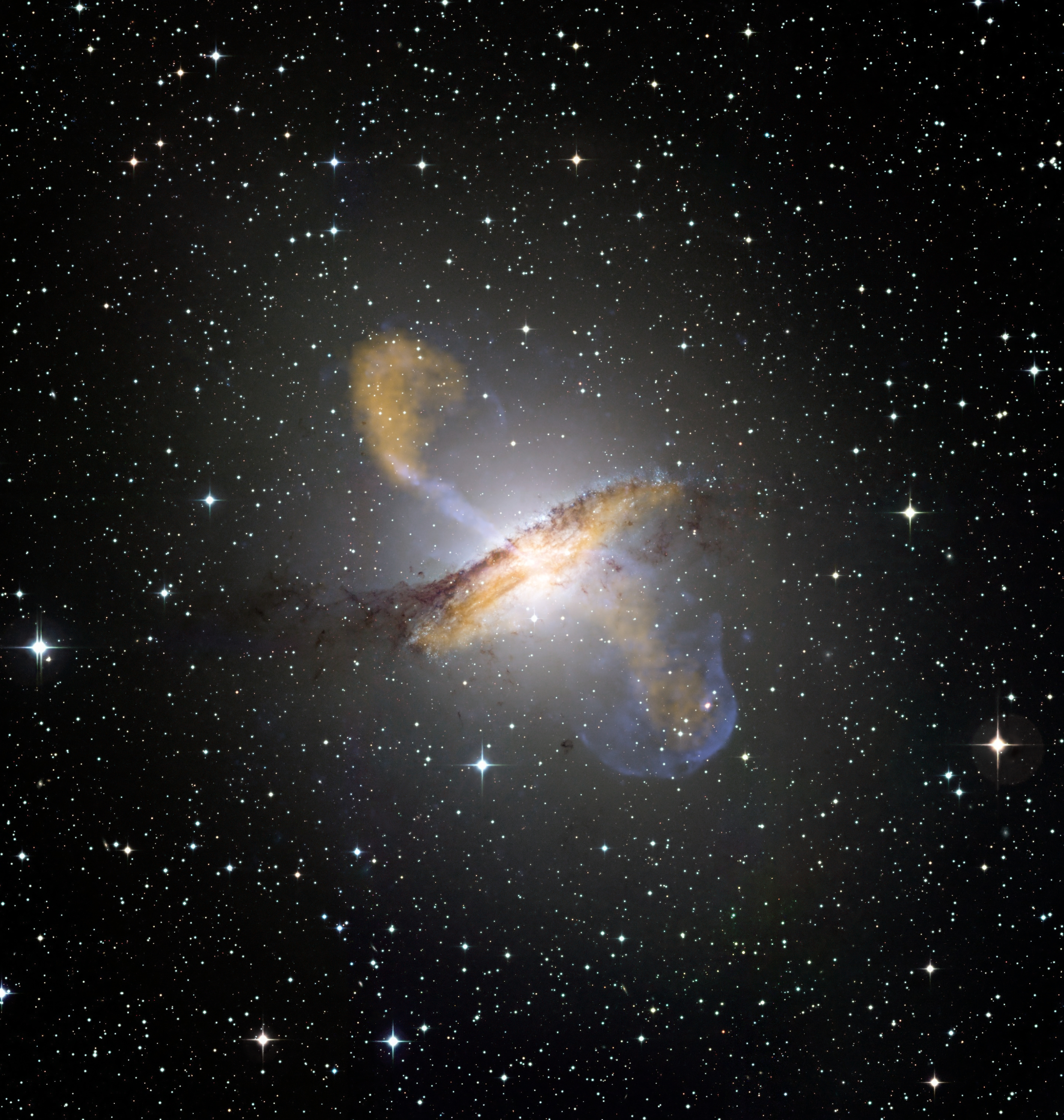